# Пашуков, Василий Фёдорович
Васи́лий Фёдорович Пашуко́в (21 марта 1923, Русское Исламово, Косяковская волость, Свияжский кантон, Татарская АССР, РСФСР, СССР — 25 октября 1978, Йошкар-Ола, Марийская АССР, РСФСР, СССР) — советский деятель науки, учёный-историк, доктор исторических наук, профессор. Исследователь истории Марийского края первой половины XX века. Преподаватель, декан историко-филологического факультета, заведующий кафедрой истории КПСС Марийского педагогического института имени Н. К. Крупской (1949—1972), заведующий кафедрами общественных наук, истории КПСС и научного коммунизма Марийского государственного университета (1972—1978). Заслуженный деятель науки Марийской АССР (1973). Участник Великой Отечественной войны. Член ВКП(б) с 1946 года.

## Биография
Родился 21 марта 1923 года в деревне Русское Исламово ныне Зеленодольского района Республики Татарстан в крестьянской семье. 
После окончания в 1940 году Казанского речного техникума учился в Казанском учительском и Пермском педагогическом институтах. 
В октябре 1941 года призван в Красную армию. Участник Великой Отечественной войны: старший фельдшер артиллерийского полка 69 зенитной артиллерийской дивизии на 1-м Украинском фронте, младший лейтенант медицинской службы. Демобилизовался из армии в апреле 1947 года. Награждён орденом Красной Звезды и медалями. По окончании войны продолжил военную службу до мая 1947 года в зенитном артиллерийском полку в составе Одесского военного округа. Во время армейской службы в июне 1946 года вступил в ряды ВКП(б).  
В 1949 году с отличием окончил Марийский педагогический институт имени Н. К. Крупской, в 1951 году — аспирантуру Казанского государственного университета.
В 1949—1972 годах — преподаватель, доцент, декан историко-филологического факультета, заведующий кафедрой истории КПСС Марийского педагогического института имени Н. К. Крупской.
В 1972—1978 годах — заведующий кафедрами общественных наук, истории КПСС и научного коммунизма Марийского государственного университета, профессор (1974). 
Скончался 25 октября 1978 года в г. Йошкар-Оле, похоронен на Туруновском кладбище.

## Научно-педагогическая деятельность
В 1953 году защитил кандидатскую диссертацию «Борьба за укрепление тыла Красной Армии и мобилизацию его материальных ресурсов на оборону в период иностранной интервенции и гражданской войны в 1918—1920 гг.». 
В 1971 году защитил докторскую диссертацию на тему «Партийное руководство социалистической индустриализации Марийской АССР (1926 — июнь 1941 гг.)».
Известен как исследователь истории Марийского края первой половины XX века. Является автором более 60 научных работ, среди них: «Марийский край в годы гражданской войны», «Солдаты революции», «Осуществление ленинской политики индустриализации в Марийской АССР» и др. Занимался и исследованием исторических судеб известных людей Марийского края (С. П. Данилов, Т. П. Кочетов, В. А. Баринов, А. Г. Смирнов, А. Р. Романов и др.), историей исторической науки Республики Марий Эл. 
Был инициатором издания учебного пособия по истории Марийского края для школ и вузов. В соавторстве с другими учёными подготовил и издал пособие по истории родного края для учащихся старших классов. Является одним из авторов учебного пособия «История Марийской АССР» (6 изданий). Был руководителем авторского коллектива, научным редактором «Очерков истории Марийской организации КПСС».

## Основные научные труды
Далее представлен список основных научных трудов В. Ф. Пашукова:  
- Пашуков В. Ф. Борьба за укрепление тыла Красной Армии и мобилизацию его материальных ресурсов на оборону в период иностранной военной интервенции и Гражданской войны, 1918—1920 гг.: по материалам Марийского края: диссертация ... кандидата исторических наук: 07.00.00. — Казань, 1953. — 460 с.
- Пашуков В. Ф. Марийский край в годы Гражданской войны. — Йошкар-Ола, 1965.
- Пашуков В. Ф. Солдаты революции: (Очерки о сынах земли марийской - участниках борьбы за власть Советов). — Йошкар-Ола: Маркнигоиздат, 1967. — 104 с.: ил.
- Пашуков В. Ф., Сануков К. Н. История Марийской АССР. — Йошкар-Ола. 1968.
- Пашуков В. Ф. Осуществление ленинской политики индустриализации в Марийской АССР. 1928-1941 гг. — Йошкар-Ола: Маркнигоиздат, 1969. — 312 с.
- Пашуков В. Ф. Партийное руководство социалистической индустриализации Марийской АССР 1926 г. — июнь 1941 г.: Автореферат дис. на соискание ученой степени доктора исторических наук. (570) / Моск. гос. пед. ин-т им. В. И. Ленина. - Москва: [б. и.], 1971. — 50 с.
- Пашуков В. Ф. История Марийской ССР: учебное пособие для учащихся IX—X классов / В. Ф. Пашуков, С. П. Захарова. — Изд. 5-е, перераб. — Йошкар-Ола: Марийское книжное издательство, 1982. — 76, [2] c.: ил.

## Звания и награды

### Трудовые
- Отличник народного просвещения РСФСР (1960)[2]
- Заслуженный деятель науки Марийской АССР (1973)[1]
- Медаль «За доблестный труд. В ознаменование 100-летия со дня рождения Владимира Ильича Ленина» (1970)[2]
- Почётная грамота Президиума Верховного Совета РСФСР (1960)[1]
- Почётная грамота Президиума Верховного Совета Марийской АССР (1972)[1]
- Почетная грамота Йошкар-Олинского горкома КПСС (1970)[2]

### Боевые
- Орден Красной Звезды (28.03.1945)[2][3]
- Медаль «За победу над Германией в Великой Отечественной войне 1941—1945 гг.» (09.05.1945)[2]
- Медаль «За взятие Берлина» (09.06.1945)[2]
- Медаль «За освобождение Праги» [2]

## Память
- С 2004 года имя учёного-историка В. Ф. Пашукова (вместе с языковедом Н. Т. Пенгитовым и историком В. М. Тарасовой) увековечено на мемориальной доске на доме № 42 по улице Кремлёвской в г. Йошкар-Оле, где он жил[1][11].
- С 1993 года в Марийском государственном университете проводятся Пашуковские чтения[1][2][12].